# Кара (формација)
Кара (енгл. infantry square) је врста борбеног поретка, нарочито у епохи хладног оружја, облика четвороугла (квадрата или правоугаоника), за борбу у све стране. Примењивана је у нападу, ради веће силине удара у одређеном правцу, уз истовремено обезбеђење бокова, а у одбрани - у одбијању коњичких јуриша.

## Формација
Постојала је тзв. пуна и шупља кара. У пуној је унутрашњост построја била испуњена борцима, а у шупљој су формиране само спољне врсте, а унутрашњост каре је била празна ради лакшег престројавања стрелаца. Облик каре је често примењиван и при уређењу објеката за становање (логор), а размештај јединица у облику каре је коришћен и при одмарању.

## Епоха хладног оружја
Први облици борбеног поретка у форми каре јављају се у старом веку. После битке код Кунаксе (401. п.н.е), грчки најамници под Ксенофонтовом командом при повлачењу кроз Малу Азију (тзв. Анабаза) користили су шупљу кару.

### Швајцарска пуна кара
У средњем веку, у доба превласти коњице (од 5. до 14. века) кара нестаје. Јавља се поново у 14. веку, када значај пешадије поново расте, као погодан облик борбе против витезова. Први је примењују Швајцарци 1339. у бици код Лаупена. Предње, задње и бочне врсте имале су копља, а унутрашње - хелебарде. Почетком 15. века Хусити се против витезова боре из колског логора, који је, такође, имао облик шупље каре. Швајцарску пуну кару прихватају Бургунђани у бици код Гингата (1479), а нешто касније и ландскнехти и Шпанци.
Швајцарска пуна кара из 14. и 15. века састојала се од хелебардиста у средишту и копљаника споља.

## Епоха ватреног оружја
Наоружавање пешадије ватреним оружјем почетком 16. века наметнуло је и проблем њеног распореда у односу на кару. У шупљој кари стрелци су распоређивани у спољним врстама, после опаљивања су се повлачили у унутрашњост каре, пунили оружје и затим поново излазили на њене ивице. У пуној кари стрелци су на угловима каре копљаника образовали своје мале каре и дејствовали караколирањем.

### Шпанска пуна кара
У 16. веку Шпанци смањују величину каре, делећи пешадију на 3 велике групе назване терцио (трећина), које имају пуну кару копљаника, са 40-50 људи по фронту и дубини (1.600-2.500 људи), и мускетаре на угловима. У то доба јављају се још два назива за кару - аритметички и геометријски квадрат. Аритметички квадрат имао је већу дубину од ширине, а примењивао се у покрету у близини непријатеља. Геометријски квадрат имао је једнаке стране, а примењиван је у борби.
Даљи развој ватреног оружја и повећање броја стрелаца наметнули су нове врсте борбеног поретка. Крајем 16. века уместо каре почиње да се примењује линијски борбени поредак, чији су први облици низоземска и шведска бригада. У биткама код Брајтенфелда (1631) и Лицена (1632) пуна шпанска кара доживљава коначан слом.

### Шупља кара
У епохи линијске тактике (средина 17-крај 18. века) одржала се једино шупља кара. Руси и Аустријанци примењују је у борби са турском коњицом (3 врсте стрелаца на свакој страни), у операцијама против египатских коњаника-мамелука 1798. образује је и Наполеон (дивизијске шупље каре). У бици код Ватерлоа 1815. британска пешадија, постројена у мање каре, одбија напад француске коњице, а при крају битке Наполеонова гарда, такође, образује каре и у њима готово сва гине. У 19. веку кара је све ређа, јер су и коњички јуриши ретки због јаке ватре пешадије. Даље усавршавање ватреног оружја у 20. веку коначно је потпуно елиминисало кару као облик борбеног поретка.